# Anabarhynchus megalopyge
Anabarhynchus megalopyge är en tvåvingeart som beskrevs av Lyneborg 1992. Anabarhynchus megalopyge ingår i släktet Anabarhynchus och familjen stilettflugor. Inga underarter finns listade i Catalogue of Life.